# 에버모어 엔터테인먼트의 음반
이 문서는 에버모어 엔터테인먼트에서 발매한 음반 목록이다.

## 2010년대
- 2011년 1월 26일 아트오브파티스 - Seitrap Fo Tra
- 2011년 8월 31일 김바다,아트오브파티스 - [Digital Single] Reborn 산울림 Track 2
- 2012년 11월 21일 정동하 - 철가방 우수씨 OST[1]
- 2012년 11월 29일 김가은 - The First Fruit
- 2012년 11월 29일 정동하 - 보고싶다 OST Part.2
- 2012년 11월 30일 김바다 - [Digital Single] 섬
- 2012년 12월 27일 헬로 스트레인저 - [Digital Single] Hello Stranger
- 2013년 4월 17일 김바다 - [Digital Single] Searching
- 2013년 4월 17일 정동하 - 남자가 사랑할 때 OST Part.2
- 2013년 4월 25일 김바다 - N.Surf Part.1
- 2013년 4월 26일 헬로 스트레인저 - [Digital Single] 아는 여자
- 2013년 6월 4일 정동하 - 상어 OST `슬픈 동화`
- 2013년 6월 4일 헬로 스트레인저 - [Digital Single] 우리가 봄비에 녹지 않으면
- 2013년 8월 1일 S.L.K. - The Original Mindset
- 2013년 9월 4일 정동하 - 주군의 태양 OST Part.5
- 2013년 9월 17일 레이시오스 - Lusty Initialization
- 2014년 1월 17일 김바다 - 미스코리아 OST `Hero`[2]
- 2014년 2월 19일 김바다 - Moonage Dream
- 2014년 4월 1일 김바다,정동하 - [Digital Single] 대한민국 응원가 `승리하라 대한민국`[3]
- 2014년 7월 31일 정동하 - 운명처럼 널 사랑해 OST Part.4
- 2014년 9월 12일 김바다 - 끝없는 사랑 OST Part.2
- 2014년 10월 8일 정동하 - BEGIN
- 2014년 12월 10일 정동하 - 왕의 얼굴 OST Part.1[4]
- 2015년 2월 17일 버스터즈 - Independent
- 2015년 3월 20일 정동하 - 슈퍼대디열 OST Part.1
- 2015년 5월 22일 헬로 스트레인저 - 안녕의 시작
- 2015년 9월 25일 버스터즈 - [Digital Single] Lost Child
- 2015년 10월 23일 정동하 - 디데이 OST Part.2 `그날까지`
- 2015년 12월 23일 정동하 - [Digital Single] 다시,눈
- 2016년 3월 2일 보이스퍼 - [Digital Single] 그대 목소리로 말해줘 (In Your Voice)[5]
- 2016년 3월 11일 정동하 - 결혼계약 OST Part.1
- 2016년 6월 2일 정동하 - DREAM
- 2016년 6월 17일 보이스퍼 - [Digital Single] 여름감기[6]
- 2016년 7월 7일 김바다 - 오키드나의 증오 (아키에이지 OST)
- 2016년 10월 3일 정동하 - [Digital Single] 우리가 함께라면 - KOREA
- 2016년 10월 6일 보이스퍼 - [Digital Single] 넌 지금 어디에[7]
- 2016년 11월 18일 보이스퍼 - Voice + Whisper
- 2016년 11월 30일 김가은 - [Digital Single] Nocturne
- 2017년 2월 14일 정동하 - 화랑 OST Part.10[8]
- 2017년 4월 16일 버스터즈 - Live In Hope
- 2017년 7월 13일 보이스퍼 - [Digital Single] 반했나봐
- 2017년 9월 8일 정동하 - [Digital Single] 사람이[9]
- 2017년 10월 15일 정동하 - LIFE
- 2017년 10월 29일 보이스퍼 - [Digital Single] 다른 이름으로 저장하기
- 2017년 12월 4일 보이스퍼 - 투깝스 OST Part.1
- 2017년 12월 26일 정동하 - [Digital Single] Sunshine
- 2018년 1월 6일 보이스퍼 - [Digital Single] 꺼내보면
- 2018년 4월 13일 버스터즈 - [Digital Single] 오늘이 세상 마지막 날이라 해도
- 2018년 7월 5일 AIVAN - [Digital Single] Tell The World
- 2018년 8월 9일 AIVAN - Curiosity
- 2018년 11월 20일 보이스퍼 - Wishes
- 2019년 5월 28일 버스터즈 - [Digital Single] Barriers
- 2019년 8월 4일 보이스퍼 - [Digital Single] 우리 꼭 사귀는 것 같잖아요[10]
- 2019년 10월 23일 AIVAN - [Digital Single] Knotted Wings
- 2019년 11월 27일 버스터즈 - [Digital Single] Savage

## 2020년대
- 2020년 1월 9일 보이스퍼 - [Digital Single] Keep Going
- 2020년 2월 20일 버스터즈 - [Digital Single] Colors
- 2020년 3월 13일 AIVAN - [Digital Single] 사랑해봤자
- 2020년 3월 27일 버스터즈 - Once And For All
- 2020년 5월 7일 AIVAN - [Digital Single] 이번 봄이 가기 전까지
- 2020년 6월 22일 보이스퍼 - [Digital Single] 그날
- 2021년 4월 29일 AIVAN - [Digital Single] 인공지능
- 2021년 12월 8일 보이스퍼 - The Finale
- 2022년 11월 8일 김종현 - Meridiem
- 2023년 6월 5일 김종현 - 소리사탕 OST Part.1
- 2023년 11월 1일 캐치더영 - Catch The Young : Fragments of Youth
- 2024년 1월 3일 김종현 - Brilliant Seasons
- 2024년 4월 3일 캐치더영 - Fragments of Odyssey
- 2024년 8월 8일 캐치더영 - [Digital Single] Dream It
- 2025년 4월 30일 캐치더영 - [Digital Single] The Young Wave
- 2025년 6월 26일 캐치더영 - [Digital Single] 이상형 (Ideal Type)